# Station Gubin
Station Gubin is een spoorwegstation in de Poolse plaats Gubin.